# Indotyphlops violaceus
Espèce
Synonymes
- Typhlops violaceus Taylor, 1947

Indotyphlops violaceus est une espèce de serpents de la famille des Typhlopidae. 

## Répartition
Cette espèce est endémique du Sri Lanka.

## Description
L'holotype d'Indotyphlops violaceus mesure 111 mm dont 2,5 mm pour la queue et dont le diamètre à la moitié du corps est de 3,6 mm. Cette espèce a le dos violet terne ou lavande. Sa face ventrale est d'une teinte identique mais plus claire.

## Étymologie
Son nom d'espèce, du latin violaceus, « violet », lui a été donné en référence à sa livrée.

## Publication originale
- Taylor, 1947 : Comments on Ceylonese snakes of the genus Typhlops with descriptions of new species. University of Kansas science bulletin, vol. 31, no 13, p. 283-298 (texte intégral).